# Psydrax parviflora
Psydrax parviflora là một loài thực vật có hoa trong họ Thiến thảo. Loài này được (Afzel.) Bridson miêu tả khoa học đầu tiên năm 1985.